# The Other Woman
The Other Woman és una pel·lícula de comèdia estatunidenca de 2014 dirigida per Nick Cassavetes, escrita per Melissa Stack i protagonitzada per Cameron Diaz, Leslie Mann, Kate Upton, Nikolaj Coster-Waldau, Nicki Minaj, Taylor Kinney i Don Johnson. La pel·lícula segueix a tres dones —Carly (Diaz), Kate (Mann) i Amber (Upton)— que tenen una relació sentimental amb el mateix home (Coster-Waldau). Després de descobrir-ho l'una de l'altra, el trio es venja d'ell. S'ha subtitulat al català.
El desenvolupament de The Other Woman va començar el gener de 2012, quan 20th Century Fox va contractar Stack per escriure el guió, basat en la idea original de la comèdia de 1996 El club de les primeres esposes. El càsting es va fer entre novembre de 2012 i juny de 2013. El rodatge va començar el 29 d'abril de 2013 a ubicacions com Manhattan, Long Island, The Hamptons, Dockers Waterside Restaurant de Dune Road a Quogue i a les Bahames, i va concloure el 27 d'agost d'aquell any. Aaron Zigman va compondre la banda sonora i LBI Productions va produir la pel·lícula. La pel·lícula es va estrenar el 25 d'abril de 2014 als Estats Units i la 20th Century Fox la va distribuir a tot el món. La pel·lícula va rebre majoritàriament crítiques negatives, però va ser un èxit de taquilla, amb una recaptació de 196,7 milions de dòlars a tot el món.

## Repartiment
- Cameron Diaz com a Carly Whitten[3]
- Leslie Mann com a Kate King[3]
- Kate Upton com a Amber[3]
- Nikolaj Coster-Waldau com a Mark King[3]
- Taylor Kinney com a Phil Hampton
- Nicki Minaj com a Lydia[4]
- Don Johnson com a Frank Whitten[5]
- David Thornton com a Nick
- Victor Cruz com a Fernando
- Olivia Culpo com a Raven-Haired Beauty
- Radio Man (Craig Castaldo) com ell mateix